# سیارک ۴۳۷۵۱
سیارک ۴۳۷۵۱ (به انگلیسی: 43751 Asam، نام‌گذاری: 1982UD4) چهل و سه هزار و هفتصد و پنجاه و یکمین سیارک کشف شده‌است که در ۱۹ اکتبر ۱۹۸۲ کشف شد.